# Onthophagus liwagensis
Onthophagus liwagensis är en skalbaggsart som beskrevs av Teruo Ochi och Masahiro Kon 2006. Onthophagus liwagensis ingår i släktet Onthophagus och familjen bladhorningar. Inga underarter finns listade i Catalogue of Life.